# Баварский государственный оркестр
Баварский государственный оркестр (нем. Bayerisches Staatsorchester) — симфонический оркестр, расположенный в Мюнхене и являющийся оркестром Баварской государственной оперы.

## История
Оркестр был основан в 1523 году Людвигом Зенфлем и исполнял духовную музыку, а с 1651 года также участвовал в представлениях итальянской оперы. В 1762 году оркестр получил имя Дворцового оркестра (нем. Hoforchester), а со свержением монархии в 1918 году — теперешнее имя.
Кроме главных дирижёров оркестр вёл активную концертную деятельность с 1968 по 1997 под управлением Карлоса Клайбера.

## Генеральные музыкальные руководители
- 1836—1867 Франц Лахнер
- 1867—1869 Ханс фон Бюлов
- 1870—1877 Франц Вюлльнер
- 1872—1896 Герман Леви
- 1894—1896 Рихард Штраус
- 1901—1903 Герман Цумпе
- 1904—1911 Феликс Моттль
- 1913—1922 Бруно Вальтер
- 1922—1935 Ханс Кнаппертсбуш
- 1937—1944 Клеменс Краус
- 1945 Ханс Кнаппертсбуш
- 1946—1952 Георг Шолти
- 1952—1954 Рудольф Кемпе
- 1956—1958 Ференц Фричай
- 1959—1968 Йозеф Кайльберт
- 1971—1992 Вольфганг Заваллиш
- 1992—1998 Петер Шнайдер (временный)
- 1998—2006 Зубин Мета
- 2006—2013 Кент Нагано
- 2013—действующий Кирилл Петренко

## Известные музыканты оркестра
- Бём, Теобальд (флейта)
- Нидерхаммер, Йозеф (контрабас)
- Пицка, Ханс (валторна)
- Рабин, Генрик (фагот)